# 東京都道・埼玉県道63号青梅入間線

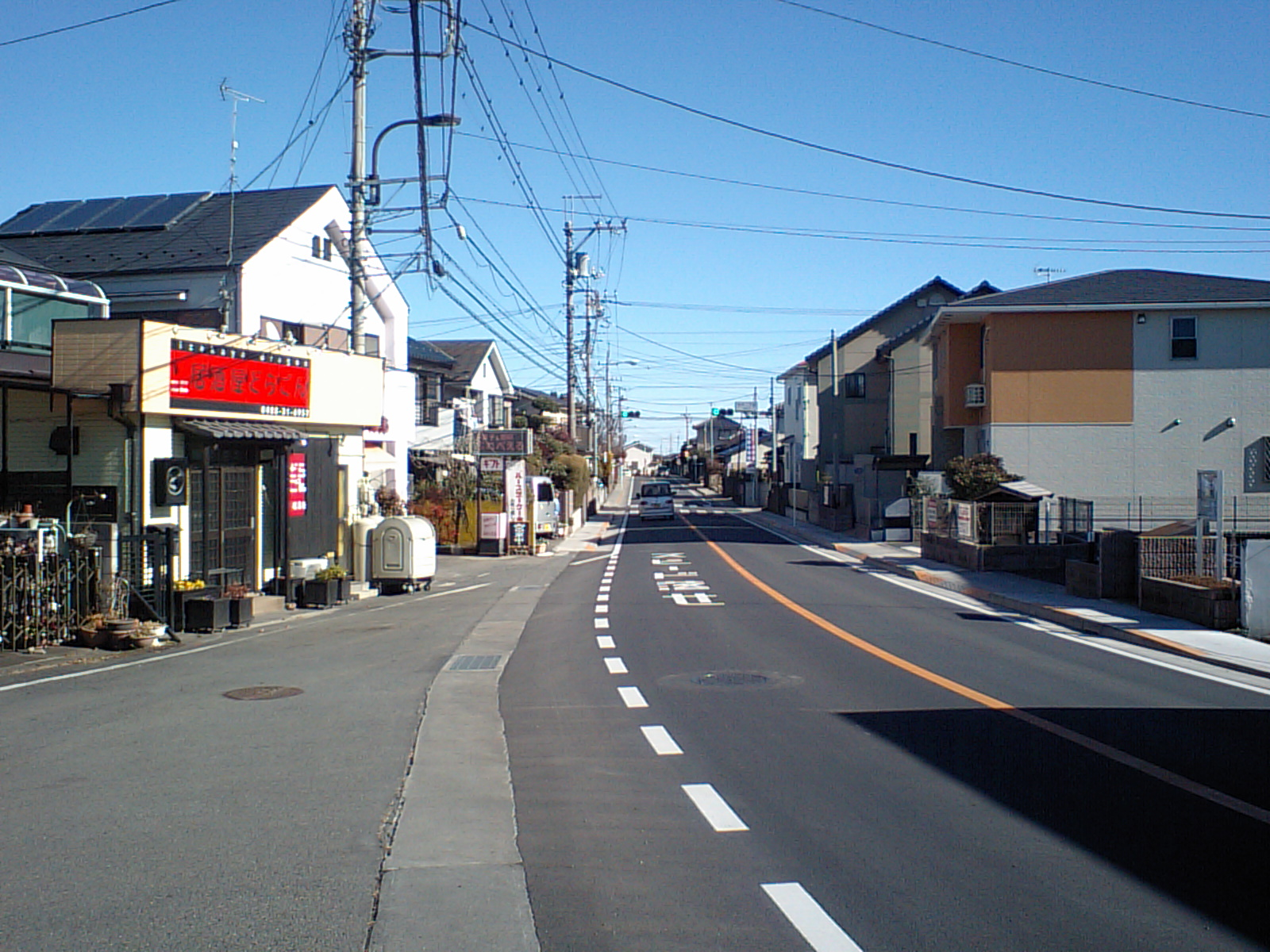
青梅市今井付近

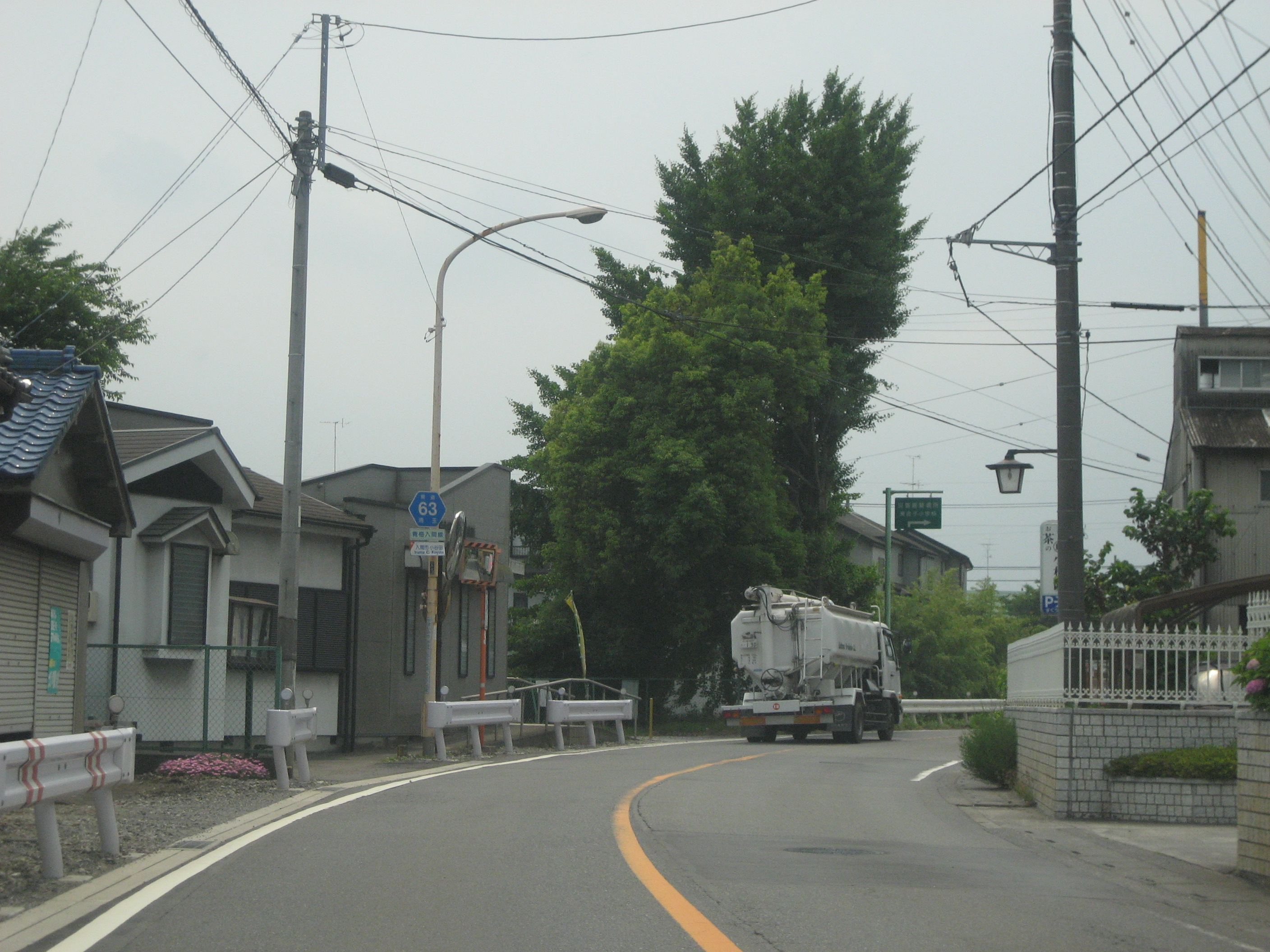
入間市内

東京都道・埼玉県道63号青梅入間線（とうきょうとどう・さいたまけんどう63ごう おうめいるません）は、東京都青梅市と埼玉県入間市を結ぶ主要地方道である。通称豊岡街道。

## 起点・終点
- 起点：東京都青梅市（成木街道入口交差点）
- 終点：埼玉県入間市（扇町屋交差点）

## 通過する自治体
- 東京都
  - 青梅市
- 埼玉県
  - 入間市

## 通称
- 旧青梅街道（成木街道入口交差点 - 東青梅二丁目交差点）
- 豊岡街道
- 根通り（加治丘陵の麓地域）

## バイパス
- 野上二丁目交差点 - 今井馬場崎交差点（岩蔵街道交点）

## 重複区間
本線
- 南峯交差点 - 入間市寺竹付近
  - 東京都道・埼玉県道218号二本木飯能線

バイパス
- 藤橋交差点 - 藤橋久保交差点
  - 東京都道181号藤橋小作線

## 沿道状況
JR青梅線・東青梅駅から北東の位置が起点となり、そのまま一直線に入間方面へと貫く。一体は関東平野の西端であるため、起伏はほとんどない。青梅市野上町のY字交差で進行方向(入間方面)左に進むと現道、右に進むとバイパスとなる。
現道
沿道に青梅市立第三小学校があり、また金子駅・入間市駅に行く西武バスの路線もあるため、時間帯によっては流れが悪い。また首都圏中央連絡自動車道の青梅インターチェンジから久喜白岡ジャンクション方面が渋滞、通行止めとなった際に国道16号（川越・川島方面）への迂回路として使われるため、しばしば渋滞が発生する。
バイパス
沿道にはユニクロ、ほっともっとなどの商業施設、飲食施設が多く終点までの流れはよろしいとは言えない。また、バイパス終点を直進すると入間市道となり、終点は国道16号に接続する。（信号機はなし）同道に並行しているため実質的なバイパスであるが、現道が接続をしない国道299号（秩父・所沢方面、現道は国道側が高架橋でインターチェンジ等の設置はない）との接続があるなど、接続する路線に少しの違いがある。

## 交差・接続する道路

### 本線
| 交差する道路                                 | 交差点名         | 所在地 | 所在地 | 所在地 |
| -------------------------------------------- | ---------------- | ------ | ------ | ------ |
| 東京都道・埼玉県道28号青梅飯能線             | 成木街道（起点） | 東京都 | 青梅市 |        |
| 東京都道・埼玉県道63号青梅入間線（バイパス） | 野上2丁目        | 東京都 | 青梅市 |        |
| 東京都道194号成木河辺線                      | 大門             | 東京都 | 青梅市 |        |
| 東京都道181号藤橋小作線                      | 藤橋北           | 東京都 | 青梅市 |        |
| 東京都道44号瑞穂富岡線（岩蔵街道）           | 七日市場         | 東京都 | 青梅市 |        |
| 東京都道・埼玉県道218号二本木飯能線          | 南峯             | 埼玉県 | 入間市 |        |
| 東京都道・埼玉県道218号二本木飯能線          |                  | 埼玉県 | 入間市 |        |
| 国道16号                                     | 扇町屋           | 埼玉県 | 入間市 |        |

### バイパス
| 交差する道路            | 交差点名   | 所在地 | 所在地 | 所在地 |
| ----------------------- | ---------- | ------ | ------ | ------ |
| 東京都道194号成木河辺線 | 大門2丁目  | 東京都 | 青梅市 |        |
| 東京都道181号藤橋小作線 | 藤橋       | 東京都 | 青梅市 |        |
| 東京都道181号藤橋小作線 | 藤橋久保   | 東京都 | 青梅市 |        |
| 東京都道44号瑞穂富岡線  | 今井馬場崎 | 東京都 | 青梅市 |        |

## 橋梁
- 金子橋（霞川）
- 東橋（霞川）

## 周辺施設
- 大塚山公園
- 青梅労働基準監督署
- 青梅市役所
- 東青梅駅
- 青梅簡易裁判所
- 青梅市立第三小学校
- 青梅市立第三中学校
- 青梅警察署今寺駐在所
- 青梅藤橋郵便局
- 青梅警察署今井駐在所
- 金子駅
- 入間市役所金子支所
- 入間市立金子小学校
- 入間市立金子中学校
- 金子郵便局
- 狭山警察署金子駐在所
- 入間新久郵便局
- 入間市役所東金子支所

## その他
バイパスを東方向へ進み、岩蔵街道（今井馬場崎交差点）を過ぎると、農道「茶どころ通り」へ入る。当道路の南側を並行し、茶畑の中を通り、信号が少ないため、流れが良い。入間市小谷田付近で、国道299号バイパスと接続する。